# Somewhere Only We Know
Somewhere Only We Know ist ein Lied der britischen Alternative-Rock-Band Keane aus dem Jahr 2004. Es stammt aus ihrem Debütalbum Hopes and Fears und avancierte zum weltweiten Charthit. 2013 erschien ein Cover der britischen Sängerin Lily Allen, das zum Nummer-eins-Hit avancierte sowie in einer Weihnachtswerbung von John Lewis & Partners Verwendung fand.

## Komposition und Aufnahme
Das erste Demo wurde von Tim Rice-Oxley etwa 2001 komponiert. Rice-Oxley sagte, der Song sei durch „Hämmern auf dem Klavier“ entstanden und erklärte

„Ich dachte an etwas wie David Bowies "Heroes", zu dem man zu einem wirklich rockigen Beat fährt;... Es war eines der ersten Dinge, die wir für das Album aufgenommen haben.“

Es wurde zum ersten Mal auf der Gitarre gespielt, kurz bevor Dominic Scott die Band verließ, und im selben Jahr als Demo mit einem Yamaha CP-70 anstelle der Gitarre aufgenommen. Keane nahm die endgültige Version 2003 in den Helioscentric Studios in Rye, East Sussex, für das Album auf. Keane spielte diesen Song auch beim Live 8 Konzert in London, zusammen mit der Single „Bedshaped“.
Eine Demoversion von „Somewhere Only We Know“ wurde 2004 ins Internet gestellt. Diese Version hat eine andere Länge (4:24) und eine zusätzliche Bridge. Chaplins Schreie in der Nähe der Coda der endgültigen Version sind in der Demo-Version nicht enthalten.
Die Basslinie wurde von Rice-Oxley aufgenommen. Wenn der Song live gespielt wird (bis 2007, als der Bassist Jesse Quin hinzukam), wird ein voraufgenommener Bass verwendet, der in einem Apple PowerBook G4 gespielt wird. Der 16-taktige Rhythmus stammt von Hughes.

## Hintergrund
Das Lied wurde von Mark „Spike“ Stent abgemischt. Drei-Zoll-Pocket-CDs wurden in einer limitierten Auflage von 1000 Stück veröffentlicht und enthielten die B-Seite „Snowed Under“ sowie einen Link, um einen polyphonen Klingelton per SMS zu erhalten. Diese Exemplare werden heute aufgrund ihrer Seltenheit auf 20 £ geschätzt. Dieser Song war das erste Keane-Produkt, das auf Vinyl veröffentlicht wurde. Die Platten waren nummeriert und auf 5.000 Exemplare limitiert, die nur im Vereinigten Königreich verkauft wurden. Die B-Seite „Walnut Tree“ wurde während der James Sanger-Sessions in der Normandie, Frankreich, aufgenommen.
Der Text des Liedes bezieht sich auf Manser's Shaw, einen Ort in Battle, den die Keane-Mitglieder in ihrer Kindheit oft besuchten und der Schauplatz der Schlacht von Hastings war, die am 14. Oktober 1066 stattfand. Laut Rice-Oxley schrieben sie den Song, nachdem sie von London nach Battle zurückgekehrt waren, nachdem der musikalische Erfolg ausgeblieben war. Der in dem Lied erwähnte „Pfad“ bezieht sich auf den Weg zwischen dem Haus von Rice-Oxleys Eltern und dem örtlichen Pub.
Richard Hughes, der Schlagzeuger von Keane, gab auf der Fanseite von Chris Flynn die folgende Erklärung zu dem Lied:

„Wir wurden gefragt, ob es in "Somewhere Only We Know" um einen bestimmten Ort geht, und Tim sagte, dass es für ihn oder für uns als Individuen um einen geografischen Raum oder ein Gefühl gehen könnte; es kann für jeden etwas Individuelles bedeuten, und sie können es mit einer ihrer Erinnerungen verbinden... Es ist vielleicht eher ein Thema als eine spezifische Botschaft... Gefühle, die universell sein können, ohne notwendigerweise völlig spezifisch für uns oder einen Ort oder eine Zeit zu sein...“

Zum Song wurden insgesamt drei Musikvideos produziert.

## Kommerzieller Erfolg

### Chartplatzierungen
| ChartsChartplatzierungen       | Höchstplatzierung | Wochen |
| ------------------------------ | ----------------- | ------ |
| Deutschland (GfK)              | 55 (9 Wo.)        | 9      |
| Vereinigte Staaten (Billboard) | 50 (11 Wo.)       | 11     |
| Vereinigtes Königreich (OCC)   | 3 (27 Wo.)        | 27     |

| ChartsJahrescharts (2004)    | Platzierung |
| ---------------------------- | ----------- |
| Vereinigtes Königreich (OCC) | 80          |

### Auszeichnungen für Musikverkäufe
| Land/Region                  | Auszeichnungen für Musikverkäufe (Land/Region, Auszeichnung, Verkäufe) | Verkäufe  |
| ---------------------------- | ---------------------------------------------------------------------- | --------- |
| Brasilien (PMB)              | Platin                                                                 | 60.000    |
| Dänemark (IFPI)              | Platin                                                                 | 90.000    |
| Deutschland (BVMI)           | Platin                                                                 | 300.000   |
| Italien (FIMI)               | 2× Platin                                                              | 200.000   |
| Neuseeland (RMNZ)            | 3× Platin                                                              | 90.000    |
| Portugal (AFP)               | 4× Platin                                                              | 40.000    |
| Spanien (Promusicae)         | 3× Platin                                                              | 180.000   |
| Vereinigte Staaten (RIAA)    | 2× Platin                                                              | 2.000.000 |
| Vereinigtes Königreich (BPI) | 3× Platin                                                              | 1.800.000 |
| Insgesamt                    | 19× Platin ·                                                           | 4.750.000 |

## Coverversion von Lily Allen
Im Jahr 2013 veröffentlichte die britische Sängerin Lily Allen eine Coverversion des Songs. Es wurde am 10. November 2013 im Vereinigten Königreich als digitaler Download über Parlophone und Regal Recordings veröffentlicht. Der Song wurde als Soundtrack für die Weihnachtswerbung von John Lewis 2013 ausgewählt. Der Song erreichte Platz eins der britischen Singles-Charts und wurde ihre dritte Nummer-eins-Single. „Somewhere Only We Know“ ist auf Allens drittem Studioalbum Sheezus enthalten.
Ein Teil des Erlöses aus dem Verkauf der Single wurde an die Kampagne „Save the Children's Philippine Typhoon Appeal“ gespendet.
Allens Version des Liedes wurde für den Trailer von Der kleine Prinz (2015) verwendet, der auf Französisch gezeigt wurde sowie in einer Werbung des brasilianischen Telekommunikationsunternehmens Vivo verwendet. Die Labour Party verwendete diese Version in einem Wahlkampfvideo für die Parlamentswahlen 2017.

### Chartplatzierungen
| ChartsChartplatzierungen     | Höchstplatzierung | Wochen |
| ---------------------------- | ----------------- | ------ |
| Schweiz (IFPI)               | 52 (9 Wo.)        | 9      |
| Vereinigtes Königreich (OCC) | 1 (15 Wo.)        | 15     |

| ChartsJahrescharts (2013)    | Platzierung |
| ---------------------------- | ----------- |
| Vereinigtes Königreich (OCC) | 34          |

### Auszeichnungen für Musikverkäufe
| Land/Region                  | Auszeichnungen für Musikverkäufe (Land/Region, Auszeichnung, Verkäufe) | Verkäufe  |
| ---------------------------- | ---------------------------------------------------------------------- | --------- |
| Irland (IRMA)                | Gold                                                                   | 7.500     |
| Vereinigtes Königreich (BPI) | 2× Platin                                                              | 1.200.000 |
| Insgesamt                    | 1× Gold · 2× Platin ·                                                  | 1.207.500 |